# Tokyo Dome Live in Concert
| Recensione | Giudizio |
| ---------- | -------- |
| AllMusic   |          |

Tokyo Dome Live in Concert è un album dal vivo del gruppo musicale statunitense Van Halen, pubblicato il 31 marzo 2015 dalla Warner Bros. Records.

## Il disco
È il secondo album dal vivo del gruppo - il primo fu Live: Right Here, Right Now con Sammy Hagar alla voce - ma il primo che vede il ritorno del cantante originario David Lee Roth.
L'uscita dell'album è stata anticipata dalle tracce Runnin' with the Devil e Panama, rese disponibili su iTunes e pubblicate in formato video sul canale YouTube del gruppo.

## Tracce
Testi e musiche dei Van Halen, eccetto dove indicato.
Disco 1
1. Unchained – 4:56
2. Runnin' with the Devil – 3:44
3. She's the Woman – 2:57
4. I'm the One – 4:12
5. Tattoo – 4:32
6. Everybody Wants Some!! – 8:30
7. Somebody Get Me a Doctor – 3:22
8. China Town – 3:22
9. Hear About It Later – 5:11
10. Oh, Pretty Woman – 3:10 (William Dees, Roy Orbison)
11. Me & You (Drum Solo) – 2:54
12. You Really Got Me – 5:34 (Ray Davies)

Disco 2
1. Dance the Night Away – 4:27
2. I'll Wait – 5:03 (Van Halen, Michael McDonald)
3. And the Cradle Will Rock... – 3:44
4. Hot for Teacher – 5:44
5. Women in Love... – 4:25
6. Romeo Delight – 5:47
7. Mean Street – 5:11
8. Beautiful Girls – 3:36
9. Ice Cream Man – 5:10 (John Brim)
10. Panama – 4:20
11. Eruption – 8:08
12. Ain't Talkin' 'bout Love – 6:07
13. Jump – 5:48

## Formazione
- David Lee Roth – voce, chitarra acustica in Ice Cream Man
- Eddie van Halen – chitarra, cori
- Wolfgang van Halen – basso, cori
- Alex van Halen – batteria

## Classifiche
| Classifica (2015)          | Posizione massima |
| -------------------------- | ----------------- |
| Australia                  | 67                |
| Belgio (Fiandre)           | 115               |
| Belgio (Vallonia)          | 71                |
| Canada                     | 24                |
| Francia                    | 87                |
| Germania                   | 64                |
| Giappone                   | 19                |
| Italia                     | 59                |
| Paesi Bassi                | 48                |
| Regno Unito                | 74                |
| Regno Unito (rock & metal) | 5                 |
| Scozia                     | 57                |
| Stati Uniti                | 20                |
| Stati Uniti (digital)      | 23                |
| Stati Uniti (hard rock)    | 2                 |
| Stati Uniti (rock)         | 5                 |
| Stati Uniti (tastemaker)   | 6                 |
| Svizzera                   | 59                |